# 艾迪·霍爾
艾迪·史蒂芬·霍爾（英語：Edward Stephen Hall，1988年1月15日—），是一位英國職業大力士運動員，2017年「世界大力王競賽」的冠軍得主。 在這之前，他已經贏得好幾屆的英國大力王競賽和英格蘭大力王競賽的冠軍。他於2016年歐洲大力士硬舉冠軍賽中，成功拉舉500公斤，是硬拉項目的前世界紀錄正式官方紀錄保持人。

## 早年生活
霍爾於1988年1月15日出生於英格蘭史丹佛郡新堡安德萊姆。
青少年時期，他是一位游泳選手。他十五歲就讀克萊頓高中期間，因被退學而在家中自學。2008年，他在施洛普郡馬基特德雷頓的羅伯特·懷斯曼乳品廠任職技工。 期間他參與健美先生比賽，並進而轉入大力士運動領域。2010年時，史丹佛郡的戴夫·米爾因受傷退出了英格蘭大力士精英錦標賽，戴夫於是安排霍爾代替他參賽，霍爾不只進入決賽，最終竟以半點之差贏得該場錦標冠軍。

## 職業生涯

### 2011
霍爾在貝爾法斯特舉辦的「英國大力王競賽」首次贏得了冠軍。 比賽中，他以兩手平舉20公斤的斧頭長達1分18秒的成績，打破了全國紀錄。

### 2012
2012年2月，霍爾第一次角逐國際賽事，代表英國參與了在墨爾本 舉辦的「巨人現場賽」系列賽，取得排名第四名的成績。 同年四月，他又受邀參加同為「巨人現場賽」系列的「歐洲大力王競賽」。在參與決賽的十位競爭者中，有六位參賽者來自2011年的世界大力士競賽，還有兩屆「世界大力王競賽」的冠軍得主，外號「大Z」的查德魯納斯·薩維卡斯，最終霍爾在這次大賽中排名第八。

### 2013
2013年4月，霍爾原本失去了參與「歐洲大力王競賽」的代表權，但是因為埃文·卡托納因傷退休，讓霍爾有機會代替他參加競賽並得到第八名。 同年後期，霍爾參加了「世界大力王競賽」，但最終沒有進入決賽。

### 2014
2014 年，霍爾第一次進入「世界大力王競賽」的決賽，並得到第六名的成績。

### 2015
2015年6月，他在澳洲舉辦的「阿諾大力士經典賽」的硬舉項目中，以462公斤的成績創新了世界紀錄。 當時，阿諾·史瓦辛格也在現場見證霍爾締造這項新世界記錄。在隔年 ，2015年世界硬舉錦標賽中，他又以463公斤的成績刷新了自己創下的記錄。
2015 年，霍爾再次參加「世界大力王競賽」，這次他的名次前進了兩名，得到第四名的佳績。

### 2016
2016年3月，霍爾在「阿諾大力士經典賽」中，又破了硬舉世界紀錄，硬舉465公斤。
2016年7月，他在世界硬舉錦標賽中，再次刷新世界紀錄，硬舉達到500公斤重。

### 2017
霍爾獲得2017年「世界大力王競賽」冠軍之後，由於健康因素，他宣布退出「世界大力士競賽」，只參加輕量級的比賽。在一次受訪中，霍爾說明他在一次基因檢測中發現，因為基因突變的肌生長抑制素問題，才造成他的肌肉異常肥大的現象。

## 媒體報導
霍爾是歷史頻道電視系列的《史上最強壯的人》（The Strongest Man in History）節目中，所報導的四個大力士（尼克·貝斯特（Nick Best）、艾迪·霍爾 、羅伯特·奧伯斯特（Robert Oberst）、布萊恩·蕭（Brian Shaw））其中一位。
在系列節目中，霍爾背負著600英磅（270）重的鋼琴向前步行數十米遠。以及只用單手向上撐舉起重達525英磅（238）重的槓鈴。